# Rouvres-en-Plaine
Rouvres-en-Plaine is een gemeente in het Franse departement Côte-d'Or (regio Bourgogne-Franche-Comté) en telt 866 inwoners (1999). De plaats maakt deel uit van het arrondissement Dijon.

## Geschiedenis
Rouvres-en-Plaine was de geboorteplaats van de Bourgondische hertog Filips van Rouvres. Hij werd hier in het intussen verdwenen kasteel in 1346 geboren en naar Rouvres genoemd. Het kasteel telde twee verdiepingen en 55 schoorstenen. Rouvres had 700 haarden in 1361 en bijna 3000 inwoners, ongeveer een derde van de nabijgelegen hoofdstad Dijon. Johanna I van Auvergne, Filips' moeder en later Margaretha van Male verbleven er regelmatig. Het kasteel werd in 1636 door kanonvuur totaal verwoest.

## Geografie
De oppervlakte van Rouvres-en-Plaine bedraagt 14,8 km², de bevolkingsdichtheid is 58,5 inwoners per km².
De onderstaande kaart toont de ligging van Rouvres-en-Plaine met de belangrijkste infrastructuur en aangrenzende gemeenten.

## Demografie
Onderstaande figuur toont het verloop van het inwonertal (bron: INSEE-tellingen).